# Закокуй
Закокуй — упразднённая в 1994 году деревня в Арбажском районе Кировской области. Входила в год упразднения в состав Басмановского сельсовета. Ныне урочище на территории Арбажского муниципального округа.

## География
Находился в юго-западной части области, в зоне хвойно-широколиственных лесов.

## Климат
Климат характеризуется как умеренно континентальный, с умеренно холодной снежной зимой и тёплым летом. Среднегодовая температура — 2 °C. Абсолютный минимум температуры воздуха самого холодного месяца (января) составляет −47 °C; абсолютный максимум самого тёплого месяца (июля) — 40 °C. Годовое количество атмосферных осадков — 527 мм, из которых 354 мм выпадает в период с апреля по октябрь.

## Топоним
Как починок Закокуйский начинался до 1798 года и упоминается в 1905 году (Списки населенных мест Яранского уезда за 1905 год // ЦГАКО. Ф. 574. Оп. 2. Ед. хр. 617/11).
В документе 1915 года — починок Закокуй (Списки населённых мест по церковным приходам на конец XIX — начало XX вв.)
В Списке населённых мест Вятской губернии по переписи населения 1926 г. меняется статус населённого пункта и приводится два варианта названия: дер.	Закокуй(ский), входит в Яранский уезд, Пижанская волость,	Чернушинский сельсовет
В Списке населённых пунктов Кировской области на 01.01.1950 г. — Закокуена.
Административно-территориальное деление Кировской области на 1 июня 1978 г. — деревня Закокуй.
Список населённых пунктов Кировской области по данным Всесоюзной переписи населения 1989 года — деревня Закокуи.

## История
Первыми жителями починка Закокуйского были Софон Григорьев сын Бурдин и Евсей Трофимов сын Ребяков, переселенцы из деревень Бурдины и Шуга Липовской дворцовой волости Яранского уезда. В 1798г из д. Бурдины переселился Фома Григорьев Бурдин с сыном Ионой.
На 1926 год деревня Закокуй(ский) входит в Яранский уезд, Пижанская волость, Чернушинский сельсовет.
В Великую Отечественную погибли 23 воина из деревни Закокуй. В деревне Басманы установлен памятник воинам, погибшим в ВОВ из деревень: Белоречена (12 чел), Басманы (56 чел), Блиново (14 чел), Гришины (4 чел), (23 чел).
Снята с учёта 22.11.1994.

## Население
По данным Всесоюзной переписи населения 1989 года население отсутствовало.

## Инфраструктура
Было личное подсобное хозяйство.

## Транспорт
Просёлочная дорога от деревни Басманы.